# هری رز (بازیکن فوتبال)
هری رز (انگلیسی: Harry Rose؛ 1870 – 17 october ۱۹۴۶ (۷۵−۷۶ سال)) بازیکن فوتبال بود.
از باشگاه‌هایی که در آن بازی کرده‌است می‌توان به باشگاه فوتبال گریمزبی تاون اشاره کرد.